# Galeodes inermis
Galeodes inermis är en spindeldjursart som först beskrevs av Lodovico di Caporiacco 1941.  Galeodes inermis ingår i släktet Galeodes och familjen Galeodidae. Inga underarter finns listade i Catalogue of Life.